# مهران مديري
مهران مديري (بالفارسية: مهران مديرى) ممثل كوميدي ومخرج ومغني إيراني من مواليد 1967 في طهران، وهو من أصل آراكي. بدأ أعماله الفنية بالتمثيل على خشبة المسرح عندما كان عمره 16 عاما وبدأ التمثيل بعام 1993 وما زال مستمر فيه وثم بدأ مسيرته الإخراجية بعام 1994.
ابوالفضل حیدری

## أعماله في المسرح
- الأرنب (خرگوش)
- مزاح (شوخي)
- تلغراف
- الفهد الأحمق (پلنك نادان)
- ملحن ساعة العم اسكندر (اهنكساز ساعت عمو اسكندر)
- ارسنال
- البنسيون
- العنقاء (سيمرغ)
- هاملت
- فاسكودي غاما
- الفئران والناس (موشها وآدمها)
- الملاكمة (كيسة بوكس)

## أعماله التلفزيونية
- القبضات الصغيرة (مشتهايي كوجك)
- الحكايات (حكايتها)
- الرحلة 57 (پرواز 57)
- نوروز العام 72
- حديقة الكرز (باغ گيلاس)
- ساعة الاستراحة (ساعت خوش)
- نوروز العام 76
- استعراض 77 (جنك 77)
- عفوا من أنت (ببخشيد شما)
- النمرة 14 (بلاك 14)
- 90 ليلة (90 شب)
- مشكلات الوالدين (دردسرهاي والدين)
- التنقيط (نقطه چين)
- پاورچين
- شب هاى برره
- الجائزة الكبرى (جايزة بزرگ)
- حديقة مظفر (باغ مظفر)
- الرجل ذو الألف وجه (مرد هزار چهرة)
- الرجل ذو الألفي وجه (مرد دو هزار چهرة)
- كنز مظفر (گنج مظفر)
- القهوة المرة (قهوة تلخ)
- ويلاى من
- در حاشيه ١
- در حاشيه ٢
- هيوولا
- دراكولا

## أعماله السينمائية
- اللقاء (ديدار)
- طوكيو بدون توقف
- دائما السبب امراة (هميشة پاي يك زن در ميان است)
- حلقة الجرس (دايرة زنگي)
- طهران 1500
- الساعة خامسة عصرا (المخرج - الممثل)